# باشگاه فوتبال البسان
باشگاه فوتبال البسان (انگلیسی: KF Elbasani) یک باشگاه فوتبال اسلواکی است که در الباسان پایه‌گذاری شده است.